# Oligia subambigua
Oligia subambigua är en fjärilsart som beskrevs av Fletcher 1961. Oligia subambigua ingår i släktet Oligia och familjen nattflyn. Inga underarter finns listade i Catalogue of Life.